# Ginástica nos Jogos do Sudeste Asiático de 2023
As competições de ginástica nos Jogos do Sudeste Asiático de 2023 aconteceram em Phnom Penh, Camboja, de 8 a 14 de maio de 2023.
Não foram realizados eventos femininos na ginástica artística, enquanto os eventos masculinos e femininos serão realizados na ginástica aeróbica.
Com exceção dos anfitriões, ginastas artísticos individuais só podem disputar a medalha em dois aparelhos individuais, além das provas por equipe e individual geral.

## Calendário
A seguir, o cronograma das competições de ginástica.
Artística
8 a 9 de maio
Aeróbica
13 a 14 de maio

## Quadro de medalhas
*   país anfitrião (CAM Camboja)
| Pos.               | País               | Ouro | Prata | Bronze | Total |
| ------------------ | ------------------ | ---- | ----- | ------ | ----- |
| 1                  | VIE Vietnã         | 9    | 2     | 2      | 13    |
| 2                  | PHI Filipinas      | 4    | 2     | 2      | 8     |
| 3                  | THA Tailândia      | 0    | 6     | 0      | 6     |
| 4                  | CAM Camboja        | 0    | 1     | 3      | 4     |
| 5                  | INA Indonésia      | 0    | 1     | 1      | 2     |
| 6                  | SGP Singapura      | 0    | 1     | 0      | 1     |
| 7                  | MAS Malásia        | 0    | 0     | 5      | 5     |
| Total (7 entradas) | Total (7 entradas) | 13   | 13    | 13     | 39    |

## Medalhistas

### Aeróbica
| Evento               | Ouro                                                                                       | Prata | Bronze                                                                        |
| -------------------- | ------------------------------------------------------------------------------------------ | --- | ----------------------------------------------------------------------------- |
| Individual masculino | Phan Thế Gia Hiển VIE Vietnã                                                               | Chanokpon Jiumsukjai THA Tailândia                                                                         | Has Sokhor CAM Camboja                                                        |
| Individual feminino  | Trần Hà Vi VIE Vietnã                                                                      | Chawisa Intakul THA Tailândia                                                                              | Charmaine Dolar PHI Filipinas                                                 |
| Duplas mistas        | VIE Vietnã Lê Hoàng Phong Trần Ngọc Thúy Vi                                                | CAM Camboja Has Sokho Sreypov Mo                                                                           | PHI Filipinas Carl Joshua Tangonan Charmaine Estaras Dolar                    |
| Trios                | VIE Vietnã Hoàng Gia Bảo Lê Hoàng Phong Nguyễn Chế Thanh                                   | THA Tailândia Worranittha Meesuparoon Supatsorn Watcharaporn Panyaroj Watthong                             | CAM Camboja Choeun Chanbory Nget Tola Trorn Bunthoeun                         |
| Grupos               | VIE Vietnã Vương Hoài An Lê Hoàng Phong Nguyễn Chế Thanh Trần Ngọc Thuý Vi Nguyễn Việt Anh | THA Tailândia Chanokpon Jiumsukjai Supatsorn Watcharaporn Panyaroj Watthong Nattawut PimPa Chawisa Intakul | CAM Camboja Chhuon Sovanpanha Dim Ornthida Mo Sreypov Nem Sokheng Siv Chantha |

### Artística
| Evento           | Ouro | Prata                                                                                         | Bronze |
| ---------------- | --- | --------------------------------------------------------------------------------------------- | --- |
| Equipes          | VIE Vietnã Lê Thanh Tùng Đinh Phương Thành Đặng Ngọc Xuân Thiện Văn Vĩ Lương Nguyễn Văn Khánh Phong Trịnh Hải Khang | PHI Filipinas Carlos Yulo Ivan Cruz Jan Timbang Justine de Leon Juancho Besana Jhon Santillan | MAS Malásia Muhammad Sharul Aimy Luqman Al-Hafiz Zulfa Ng Chun Chen Muhammad Syakir Aiman Subri Ally Hamuda Abdullah |
| Individual geral | Carlos Yulo PHI Filipinas                                                                                           | Lê Thanh Tùng VIE Vietnã                                                                      | Đinh Phương Thành VIE Vietnã                                                                                         |
| Solo             | John Ivan Cruz PHI Filipinas                                                                                        | Tikumporn Surintornta THA Tailândia                                                           | Joseph Judah Hatoguan INA Indonésia                                                                                  |
| Cavalo com alças | Đặng Ngọc Xuân Thiện VIE Vietnã                                                                                     | Kaeson Lim Jun Yi SGP Singapura                                                               | Muhammad Sharul Aimy MAS Malásia                                                                                     |
| Argolas          | Nguyễn Văn Khánh Phong VIE Vietnã                                                                                   | Carlos Yulo PHI Filipinas                                                                     | Ally Hamuda Abdullah MAS Malásia                                                                                     |
| Salto            | Juancho Besana PHI Filipinas                                                                                        | Tikumporn Surintornta THA Tailândia                                                           | Trịnh Hải Khang VIE Vietnã                                                                                           |
| Barras paralelas | Carlos Yulo PHI Filipinas                                                                                           | Đinh Phương Thành VIE Vietnã                                                                  | Ng Chun Chen MAS Malásia                                                                                             |
| Barra fixa       | Đinh Phương Thành VIE Vietnã                                                                                        | Abiyurafi INA Indonésia                                                                       | Luqman Al-Hafiz Zulfa MAS Malásia                                                                                    |

## Resultados

### Ginástica artística

#### Individual geral
| Pos. | Ginasta                      |        |        |        |        |        |        | Total  |
| ---- | ---------------------------- | ------ | ------ | ------ | ------ | ------ | ------ | ------ |
| 1    | Carlos Yulo                  | 14.350 | 12.650 | 14.150 | 15.000 | 14.950 | 12.900 | 84.000 |
| 2    | Lê Thanh Tùng                | 13.500 | 12.700 | 13.200 | 11.550 | 13.900 | 13.400 | 78.250 |
| 3    | Đinh Phương Thành            | 12.400 | 13.250 | 11.200 | 13.250 | 14.530 | 13.500 | 78.130 |
| 4    | Luqman Al Hafiz              | 13.100 | 11.500 | 12.300 | 13.850 | 12.500 | 12.400 | 75.650 |
| 5    | Chun Chen Ng                 | 11.450 | 12.500 | 11.950 | 13.150 | 13.200 | 11.750 | 74.000 |
| 6    | Juancho Miguel Eserio Besana | 13.500 | 11.100 | 10.850 | 14.150 | 12.200 | 11.900 | 73.700 |
| 7    | Zac Liew                     | 13.100 | 11.050 | 11.700 | 13.250 | 12.300 | 11.450 | 72.850 |
| 8    | Văn Vĩ Lương                 | 12.300 | 10.400 | 12.950 | 14.050 | 12.650 | 10.150 | 72.500 |
| 9    | Kho Tong-yu                  | 12.400 | 11.300 | 12.550 | 12.150 | 12.300 | 11.700 | 72.400 |
| 10   | Jan Gwynn Timbang            | 12.550 | 11.750 | 11.200 | 13.250 | 11.400 | 11.550 | 71.700 |
| 11   | Chong Jer rong               | 12.700 | 12.050 | 10.450 | 13.200 | 11.900 | 11.300 | 71.600 |
| 12   | Junyi Kaeson Lim             | 11.800 | 12.350 | 9.700  | 13.200 | 11.150 | 11.950 | 70.150 |
| 13   | Suphacheep Baobenmad         | 9.600  | 8.500  | 10.900 | 13.600 | 10.750 | 12.700 | 66.050 |
| 14   | Trịnh Hải Khang              | 13.200 |        | 11.750 | 14.700 | 13.500 | 11.500 | 64.650 |
| 15   | Sharul Aimy                  | 13.450 | 12.250 | 11.850 | 13.400 |        | 11.700 | 62.650 |
| 16   | John Ivan Cruz               | 13.700 |        | 10.700 | 14.050 | 12.000 | 11.600 | 62.050 |
| 17   | Justine Ace De Leon          | 13.000 | 10.100 | 10.650 | 14.100 | 12.400 |        | 60.250 |
| 18   | Sun Vira                     | 10.500 | 9.950  | 9.650  | 12.450 | 10.800 | 5.500  | 58.900 |
| 19   | Aiman Subri                  | 12.550 | 10.200 |        | 11.650 | 12.000 | 10.850 | 57.250 |
| 20   | Vey Pheaktra                 | 12.250 | 9.500  | 8.850  | 13.300 | 10.750 |        | 54.650 |
| 21   | Tikumporn Surintornta        | 13.500 |        | 12.650 | 13.150 |        |        | 39.300 |
| 22   | Nguyễn Văn Khánh Phong       |        | 11.350 | 14.050 | 13.800 |        |        | 39.200 |
| 23   | Joseph Judah Hatoguan        | 13.600 | 9.450  |        | 14.450 |        |        | 37.500 |
| 24   | Abiyurafi Abiyurafi          |        | 11.850 |        |        | 12.150 | 12.650 | 36.650 |
| 25   | Ngoeun Sovanara              |        | 2.500  | 8.700  | 11.850 | 5.200  | 7.600  | 35.850 |
| 26   | Phon Sokchea                 | 11.400 |        | 8.700  | 11.150 |        | 4.000  | 35.250 |
| 27   | Weerapat Chuaisom            |        | 9.850  |        |        | 9.200  | 12.200 | 31.250 |
| 28   | Ally Hamuda Abdullah         |        |        | 13.500 |        | 12.550 |        | 26.050 |
| 29   | Vin Soksey                   |        | 5.100  | 9.350  | 5.200  | 4.750  |        | 24.400 |
| 30   | Jhon Romeo Santillan         |        | 11.500 |        |        |        | 11.050 | 22.550 |
| 31   | Đặng Ngọc Xuân Thiện         |        | 12.900 |        |        |        |        | 12.900 |
| 32   | Terry Wei-an Tay             | 12.800 |        |        |        |        |        | 12.800 |
| 33   | Ten Vanndet                  | 1.950  | 5.100  |        | 5.200  |        |        | 12.250 |

#### Equipes
| Pos. | Equipe                 |        |        |        |        |        |        | Total   |
| ---- | ---------------------- | ------ | ------ | ------ | ------ | ------ | ------ | ------- |
| 1    | Vietnã (VIE)           | 51.400 | 50.400 | 51.950 | 56.100 | 54.600 | 48.550 | 313.000 |
|      | Trịnh Hải Khang        | 13.200 |        | 11.750 | 14.700 | 13.500 | 11.500 | 64.650  |
|      | Đặng Ngọc Xuân Thiện   |        | 12.900 |        |        |        |        | 12.900  |
|      | Đinh Phương Thành      | 12.400 | 13.250 | 11.200 | 13.250 | 14.550 | 13.500 | 78.150  |
|      | Lê Thanh Tùng          | 13.500 | 12.900 | 13.200 | 13.550 | 13.900 | 13.400 | 80.450  |
|      | Nguyễn Văn Khánh Phong |        | 11.350 | 14.050 | 13.800 |        |        | 39.200  |
|      | Văn Vĩ Lương           | 12.300 | 10.600 | 12.950 | 14.050 | 12.650 | 10.150 | 72.700  |
| 2    | Filipinas (PHI)        | 54.550 | 47.000 | 46.900 | 57.300 | 51.550 | 47.950 | 305.250 |
|      | Carlos Yulo            | 14.350 | 12.650 | 14.150 | 15.000 | 14.950 | 12.900 | 84.000  |
|      | Jan Gwynn Timbang      | 12.550 | 11.750 | 11.200 | 13.250 | 11.600 | 11.550 | 71.900  |
|      | Jhon Romeo Santillan   |        | 11.500 |        |        |        | 11.050 | 22.550  |
|      | John Ivan Cruz         | 13.700 |        | 10.700 | 14.050 | 12.000 | 11.600 | 62.050  |
|      | Juancho Miguel Besana  | 13.500 | 11.100 | 10.850 | 14.150 | 12.200 | 11.900 | 73.700  |
|      | Justine Ace De Leon    | 13.000 | 10.100 | 10.650 | 14.100 | 12.400 |        | 60.250  |